# Římskokatolická farnost Jakubovice
Římskokatolická farnost Jakubovice je územní společenství římských katolíků v děkanátu Zábřeh s farním kostelem Nanebevzetí Panny Marie.

## Historie farnosti
Původní dřevěný kostel stál v Jakubovicích již před rokem 1350. Vzhledem k jeho špatnému stavu byl roku 1697 postaven nový zděný kostel.
V roce 1930 byla provedena elektrifikace celého kostela.

## Duchovní správci
Duchovní správa je poprvé zmiňována roku 1350, tehdy obec patřila do biskupství v Litomyšli. Roku 1676 byla obec přifařena do Rudy nad Moravou. Od července 2010 byl ustanoven administrátorem excurrendo R. D. Mgr. Ing. Radek Maláč z Červené Vody. Toho od července 2017 vystřídal R. D. Mgr. Vitalij Molokov.

## Bohoslužby
| Kostel                         | Místo      | Bohoslužba (den)           | Hodina | Poznámka     |
| ------------------------------ | ---------- | -------------------------- | ------ | ------------ |
| Kostel Nanebevzetí Panny Marie | Jakubovice | neděle                     | 7.30   | farní kostel |
| Kaple sv. Anny                 | Janoušov   | neděle (poslední v měsíci) | 16.00  | kaple        |

## Aktivity farnosti
Každoročně se ve farnosti koná tříkrálová sbírka, v roce 2016 se při ní vybralo v Jakubovicích 5 117 korun.
Pro farnost, stejně jako další farnosti děkanátu Zábřeh, vychází každý týden Farní informace.
V červenci 2016 požehnal biskup Josef Hrdlička novou roubenou kapli v Janoušově, do které byl umístěn kříž z 19. století, odložený na půdu v období totality.